# Хавијер Пасторе
Хавијер Матијас Пасторе (шп. Javier Matías Pastore; 20. јун 1989) професионални је аргентински фудбалер који игра на позицији офанзивног везног играча. Тренутно наступа за Елче и репрезентацију Аргентине.

## Успеси

### Клупски
Париз Сен Жермен
- Прва лига Француске: 2012/13, 2013/14, 2014/15, 2015/16, 2017/18.
- Суперкуп Француске: 2013, 2014, 2016, 2017.
- Лига куп Француске: 2013/14, 2014/15, 2015/16, 2016/17, 2017/18.
- Куп Француске: 2016/17, 2017/18.

### Индивидуални
- Млади фудбалер године Серије А: 2010.
- Тим године Прве лиге Француске: 2014/15.
- Играч месеца Прве лиге Француске: септембар 2011, новембар 2014, март 2015, април 2015.